# Sociedade dos Críticos de Cinema de San Diego

## Visão geral
A Sociedade de Críticos de Cinema de San Diego (SDFCS) é composta por críticos da imprensa, televisão, rádio e cinema digital que trabalham no condado de San Diego. De acordo com a SDFCS, a missão da sociedade é fornecer diversas opiniões críticas sobre filmes, promover a educação e a conscientização cinematográfica e reconhecer a excelência no cinema. A sociedade realiza vários eventos a cada ano para beneficiar os cineastas estudantes locais e fornece assistência financeira para as atividades acadêmicas dos jovens cineastas. A sociedade também apóia a Film School Confidential, um festival anual realizado no Museu de Artes Fotográficas em Balboa Park, apresentando curtas-metragens dirigidos e produzidos por cineastas estudantes locais. Os eventos organizados pela sociedade incluem freqüentemente exibições de excelentes filmes de estúdio e independentes em vários locais, muitas vezes com participações de diretores e atores envolvidos no filme.

## Prêmio SDFCS
A cada ano, a sociedade vota no Prêmio SDFCS, que reconhece os melhores esforços cinematográficos do ano. Isto inclui o reconhecimento do melhor filme, ator, atriz, diretora, cineasta e inúmeras outras categorias. Os resultados das votações são publicados na mídia cinematográfica mundial, culminando em um banquete anual de premiação. As indicações e os vencedores dos prêmios são normalmente anunciados na segunda semana de dezembro. Além do Prêmio SDFCS, a organização apresenta anualmente um Prêmio de Carreira, Kyle Counts Award e um Prêmio Especial para um ator de destaque daquele ano. O Prêmio Kyle Counts, nomeado em homenagem ao falecido crítico de cinema de San Diego, reconhece uma pessoa ou instituição que está promovendo a conscientização cinematográfica, educação e entretenimento no município.